# Planociampa
Planociampa is een geslacht van vlinders van de familie spanners (Geometridae), uit de onderfamilie Ennominae.

## Soorten
- P. antipalpa Prout, 1930
- P. modesta Butler, 1878